# توزیع احتمال مرکب
در نظریه احتمالات، توزیع احتمال مرکب توزیعی است که وقتی در توزیع احتمالی، یک یا چند پارامتر نیز از توزیعی دیگر پیروی می‌کنند.
به بیان ریاضی می‌توان توزیع حاصل را به صورت زیر توضیح داد:
{\displaystyle p_{H}(\mathbf {x} |{\boldsymbol {\alpha }})={\displaystyle \int \limits _{\boldsymbol {\theta }}p_{F}(\mathbf {x} |{\boldsymbol {\theta }})\,p_{G}({\boldsymbol {\theta }}|{\boldsymbol {\alpha }})\operatorname {d} \!{\boldsymbol {\theta }}}}
که در آن {\displaystyle \theta } خود دارای توزیع دیگر است. با انتگرال گیری نسبت به این متغیر، می‌توان توزیع ترکیبی حاصل را بدست آورد.

## مثال‌ها
- در صورتی که توزیع گوسی دارای متغیر میانگین با توزیع گوسی باشید، توزیع ترکیبی حاصل دارای توزیع گوسی است.
- در صورتی که یک توزیع گوسی دارای متغیر واریانسی باشد که دارای توزیع نمایی است که پارامتر آن دارای توزیع گاما است، (دو لایه ترکیب) توزیع حاصل دارای نرمال-نمایی-گاما خواهد بود.
- توزیع چندجمله‌ای که پارامترهای آن دارای توزیع دیریکله باشند، توزیع دیریکله-چندجمله‌ای را درست می‌کنند.
- توزیع پواسون که پارامتر آن دارای توزیع گاما باشد، توزیع دوجمله‌ای منفی را ایجاد می‌کند.
- توزیع گاما که عکس پارامتر آن دارای توزیع گاما باشد، توزیع بتا پریم را ایجاد می‌کند.[۱]